# Parallelia albifusa
Parallelia albifusa är en fjärilsart som beskrevs av W. Warren 1915. Parallelia albifusa ingår i släktet Parallelia och familjen nattflyn. Inga underarter finns listade i Catalogue of Life.